# Cornelius van Velzen

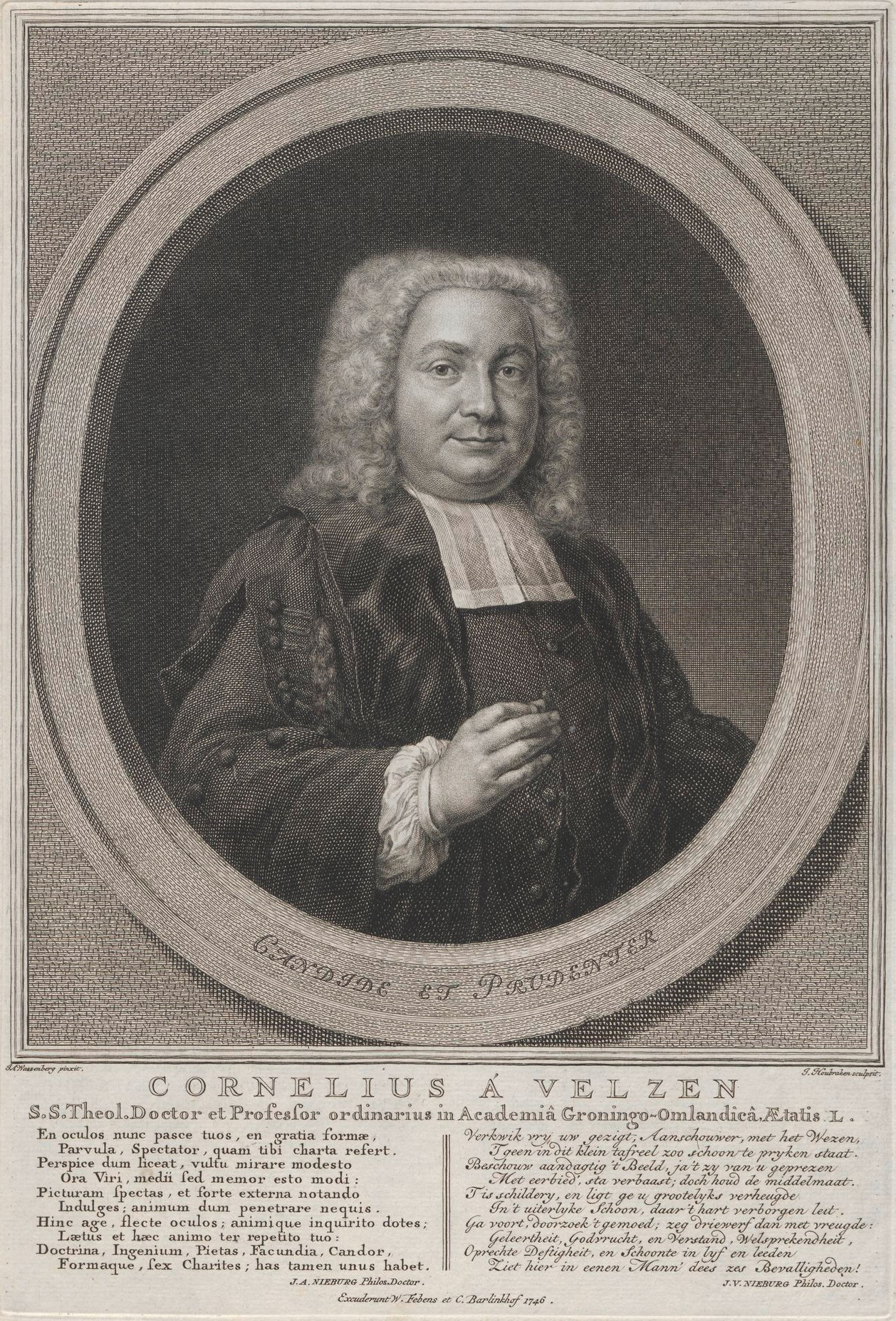
Portret van Cornelius van Velzen (Wassenbergh, 1746)

Cornelius van Velzen (Oudorp, 30 mei 1696 – Groningen, 19 april 1752) was een Nederlands predikant en later hoogleraar te Groningen.

## Biografie
Van Velzen werd geboren in 1696 in het Hollandse Oudorp, nabij Alkmaar. Hij was de zoon van Adrianus van Velsen en Serijna van Loon. Zijn vader was predikant van Oudorp en Oterleek. 
Cornelius bezocht de Latijnse school te Brielle en vervolgens de universiteit van Leiden, waar hij theologie studeerde. In februari 1719 wordt hij tot de predikdienst toegelaten en ontving in juli een beroep naar Ede. Latere beroepen naar Westzaan, Utrecht en Rotterdam worden door hem niet aangenomen. In 1722 vertrok hij naar Groningen, waar hij in 1728 werd benoemd tot buitengewoon hoogleraar in de godgeleerdheid aan de plaatselijke universiteit, nadat hij een beroep vanuit Rotterdam had afgewezen. Op 21 juni 1728 kreeg hij een eredoctoraat in de theologie en de volgende dag aanvaardde hij zijn ambt met een oratio de religionis Christianae rationalitate, een rede over de redelijkheid van het christelijk geloof. In 1731 werd hij benoemd tot gewoon hoogleraar, waardoor hij niet meer als predikant werkzaam was. In de academische jaar 1735-'36 en 1750-51 was hij rector magnificus van de universiteit. De eerste keer sloot hij zijn rectoraat af met een oratio pro studio Jurisprudentiae Ecclesiasasticae in Academia excolendo, een pleidooi voor de studie van het kerkrecht aan de universiteit.
Van Velzens belangstelling ging vooral uit naar de praktische theologie. Hij was een sympathisant van het gereformeerd piëtisme die de omstreden predikant Wilhelmus Schortinghuis verdedigde en voorredes schreef voor werken van Britse theologen als Thomas Boston en Thomas Goodwin en voor de postume uitgaven van preken van de Middelburgse predikant Bernardus Smytegelt. Dit bracht hem in conflict met zijn polemisch ingestelde collega-hoogleraar theologie Antonius Driessen.
In Groningen trouwde Van Velzen Arendina Cornelia Wolthers, dochter van de burgemeester Herman Wolthers. Het echtpaar kreeg geen kinderen. Van Velzen overleed op 19 april 1752 in het bijzijn van zijn vrouw.